# Île de la Jument
L'île de la Jument, en breton Er gazeg, est une petite île française située dans le golfe du Morbihan.

## Géographie
L'île de la Jument est située juste après l'entrée du golfe du Morbihan, au large de la commune d'Arzon. Elle est entourée par les îles de Berder au nord, Hent Tenn au sud, Er Lannic à l'ouest et Gavrinis au nord-ouest ; l'île aux Moines se trouve vers le nord-est et la presqu'île de Rhuys en direction du sud. Administrativement, elle fait partie de la commune d'Arzon du département du Morbihan dans la région Bretagne.
L'île s'étire sur 780 m du nord au sud pour 150 m de large en moyenne. Son littoral est essentiellement rocheux et comporte une plage au sud-est en face de l'île Hent Tenn. L'île comporte à ses deux extrémités un endroit s'élevant à huit mètres d'altitude, constituant ainsi ses points culminants.

## Histoire
Le Golfe du Morbihan se forme lors la remontée du niveau de la mer avec la fin de la glaciation de Würm il y a environ 10 000 ans.
L'île de la jument (Ar Gazeck ou Er Gazeg selon les sources) se trouve sur le territoire de la commune d'Arzon au moins depuis 1770, un procès en faisant mention au sujet de rentes territoriales.
Elle est répertoriée au début du XIXe siècle comme un lieu de villégiature, propriété du baron Kremer.
En janvier 1944, le général Audibert y trouve refuge, au domicile du capitaine de vaisseau Defforges, après avoir dû quitter Nantes du fait d'arrestations. Il y organise une réunion de crise avec notamment « le commissaire de la République désigné pour la Bretagne Le Gorgeu, le DMR Fantassin, le commandant Morice et son adjoint Cadoudal ». En février, il quitte l'île pour rejoindre le monastère des Augustines à Malestroit, où il est arrêté par la Gestapo le 17 mars 1944.

## Statut
L'intérieur de l'île de la Jument est une propriété privée. Elle a deux propriétaires, une famille d’origine belge, et une des familles Mulliez (Stéphane, décédé aujourd'hui, fondateur de l'enseigne de magasins de jouets Picwic).

## Galerie

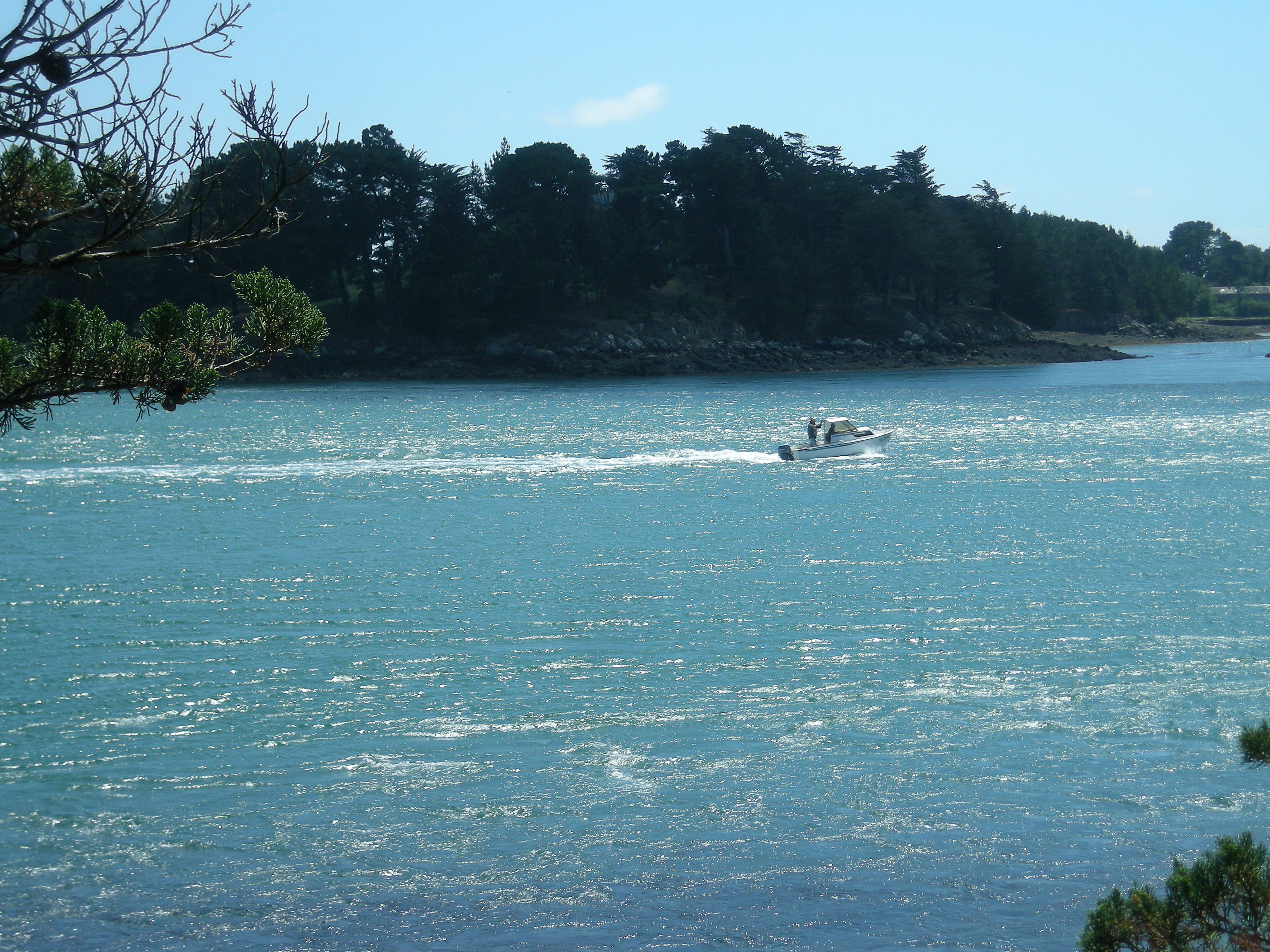
Courant violent entre l'île de la jument et l'île de Berder

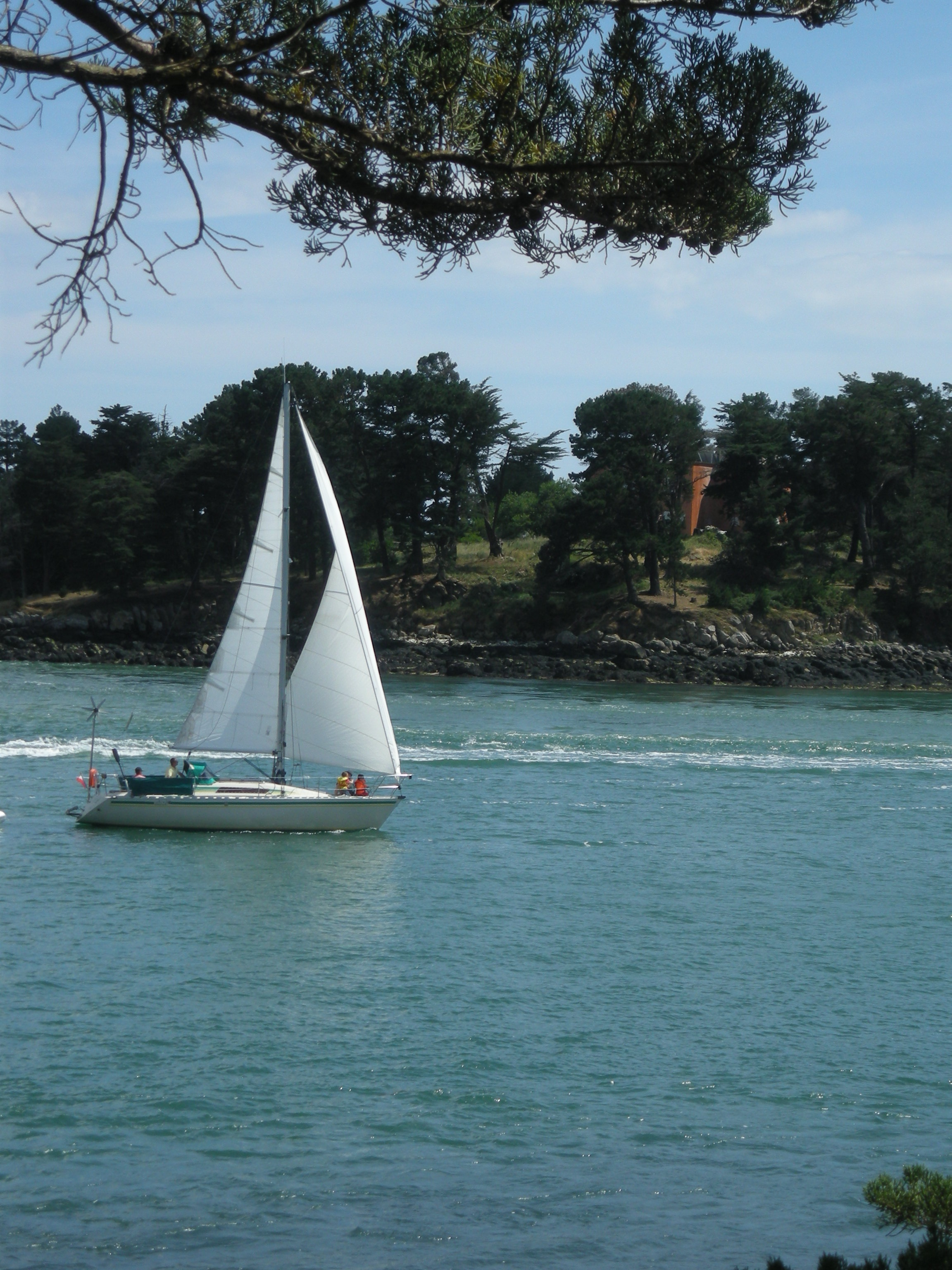
Côte nord de l'île de la Jument.

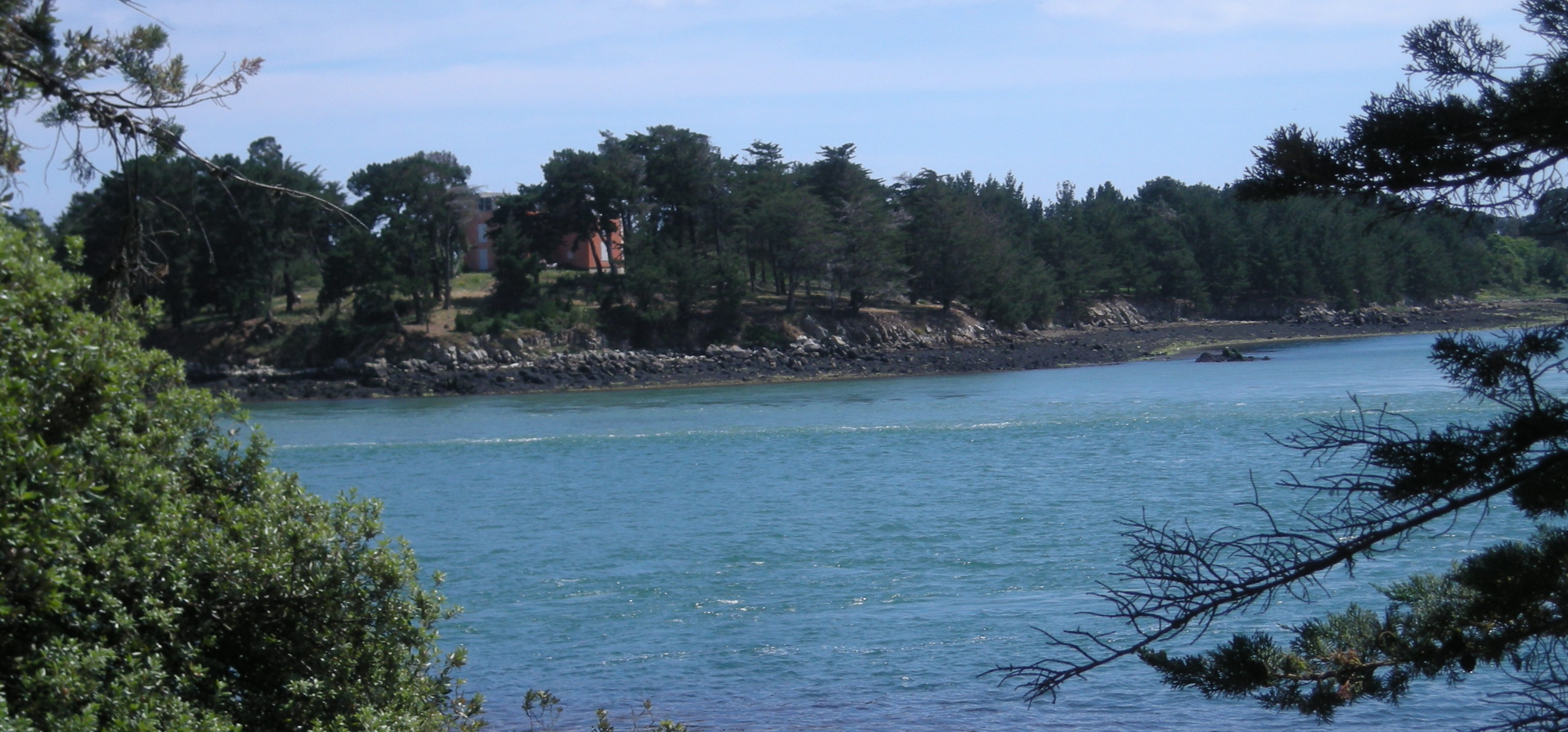
Côte nord-ouest de l'île de la Jument.